# Góis (freguesia)
A Freguesia de Góis é uma freguesia portuguesa do Município de Góis com 72,87 km² de área e 1874 habitantes (censo de 2021) A sua densidade populacional é 25,7 hab./km²

## Lugares
Para além da vila, sede do município, a freguesia inclui mais de meia centena de aldeias, entre elas:
- Aigra Nova
- Aigra Velha
- Alagoa
- Albergaria
- Alegria
- Alvém
- Bordeiro
- Carcavelos
- Carvalhal Miúdo
- Casal Bordeiro
- Carvão
- Casal dos Moinhos
- Casalinho de Baixo
- Casalinho de Cima
- Casal Loureiro
- Caselhos
- Cerdeira
- Cerejeira
- Cimo de Alvém
- Civado
- Comareira
- Conhais
- Cortecega
- Esporão
- Folgosa
- Frontão
- Ladeiras
- Liboreiro
- Luzendas
- Outeiro
- Manjão
- Nogueiro
- Pena
- Piães
- Pião
- Pontão do Seladinho
- Ponte do Sótão
- Portela
- Portela de Góis
- Póvoa de Cerdeira
- Póvoa de Góis
- Povorais
- Quinta do Carvão
- Regateira
- Ribeira Cimeira
- Ribeira Fundeira
- Samoura
- São Martinho
- Vale Boa
- Vale de Maceira
- Vale Godinho
- Vale Moreiro
- Vale Torto
- Vale Travasso

## Demografia
A população registada nos censos foi:
| Distribuição da População por Grupos Etários | Distribuição da População por Grupos Etários | Distribuição da População por Grupos Etários | Distribuição da População por Grupos Etários | Distribuição da População por Grupos Etários |
| -------------------------------------------- | -------------------------------------------- | -------------------------------------------- | -------------------------------------------- | -------------------------------------------- |
| Ano                                          | 0-14 Anos                                    | 15-24 Anos                                   | 25-64 Anos                                   | > 65 Anos                                    |
| 2001                                         | 333                                          | 285                                          | 1153                                         | 574                                          |
| 2011                                         | 259                                          | 220                                          | 1116                                         | 576                                          |
| 2021                                         | 170                                          | 186                                          | 941                                          | 577                                          |

## Património cultural
Património classificado:
- Igreja Matriz de Góis e, no seu interior, o túmulo de D. Luiz da Silveira, Senhor de Góis e Conde de Sortelha (conjunto classificado como Monumento Nacional em 1910)
- Ponte sobre o Rio Ceira - Imóvel de Interesse Público
- Capela do Mártir S. Sebastião - Imóvel de Interesse Público
- Paços do Concelho ou Casa da Quinta - Imóvel de Interesse Público
- Solar beirão da Quinta da Capela - Imóvel de Interesse Público

Património não classificado:
- Antigo Hospital – Futuro Museu de Góis
- Capela do Castelo
- Fonte do Pombal
- Azulejos hispano-árabes da cisterna
- Igreja da Misericórdia de Góis
- Casa-museu da Artista Alice Sande
- Capela de Santo António (Góis)
- Central hidroeléctrica de Carcavelos
- Fábrica de Papel de Góis
- Aldeias do Xisto: Pena, Aigra Nova, Aigra Velha e Comareira

## Espaços naturais
- Praia Fluvial da Peneda
- Praia Fluvial de Santo António
- Jardim da Capela do Castelo
- Parque Xico Ceras
- Parque de merendas do Cerejal